# Droga wojewódzka nr 680
Droga wojewódzka nr 680 (DW680) – droga wojewódzka o długości ok. 2,8 km łącząca miejscowość Góra Kalwaria z Ostrówkiem przez rzekę Wisła. Trasa ta na całej długości przebiega przez województwo mazowieckie, przez powiat piaseczyński i powiat otwocki. Na drodze nie ma obiektów mostowych. Trasa ma klasę Z według Mazowieckiego Zarządu Dróg Wojewódzkich w Warszawie.